# Branko Štrbac

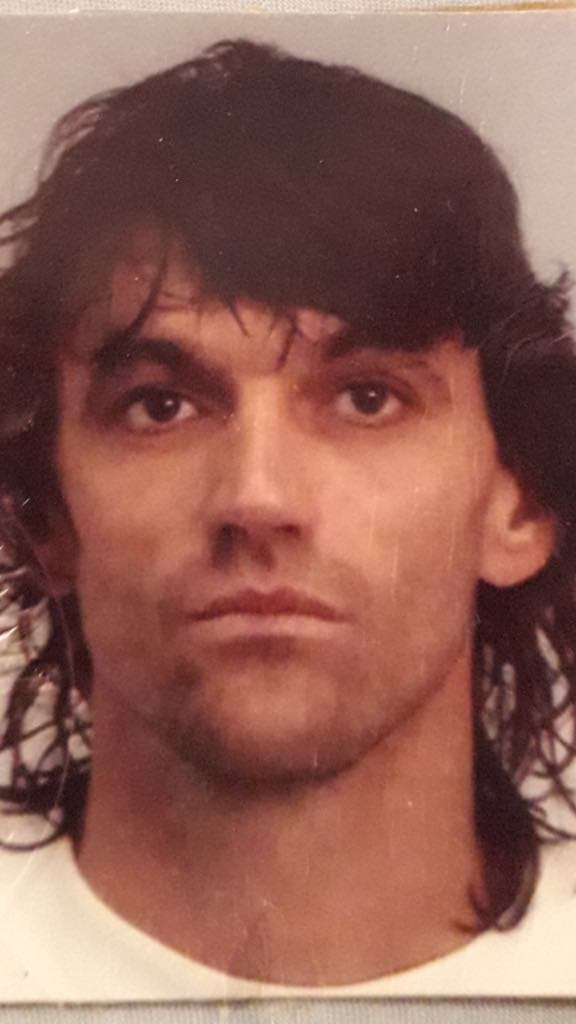
Branko Štrbac

Branko Štrbac (Servisch: Бранко Штрбац) (Herceg Novi, 7 juli 1957) is een voormalig Montenegrijns handballer.
Op de Olympische Spelen van 1984 in Los Angeles won hij de gouden medaille met Joegoslavië, nadat men in de finale West-Duitsland had verslagen. Štrbac speelde één wedstrijd en scoorde één doelpunt.
Zlatan Arnautović · Mirko Bašić · Jovica Elezović · Mile Isaković · Pavle Jurina · Milan Kalina · Slobodan Kuzmanovski · Dragan Mladenović · Zdravko Rađenović · Momir Rnić · Branko Štrbac · Veselin Vujović · Veselin Vuković · Zdravko Zovko